# Scott McGillivray
 (avril 2025).
Si vous disposez d'ouvrages ou d'articles de référence ou si vous connaissez des sites web de qualité traitant du thème abordé ici, merci de compléter l'article en donnant les références utiles à sa vérifiabilité et en les liant à la section « Notes et références ».
Scott McGillivray, né le 7 avril 1978 à Richmond Hill (Ontario) est un entrepreneur, investisseur, animateur de télévision, auteur et éducateur canadien.
Scott McGillivray est l'hôte et le producteur exécutif de la série Income Property, une émission de rénovation sur HGTV Canada et le DIY Network (Canada), ainsi que HGTV et DIY Network aux États-Unis. Il est juge sur All American Handyman de HGTV avec Mike Holmes et Canada's Handyman Challenge avec Mike Holmes, Bryan Baeumler et Paul Lafrance.

## Biographie
Scott McGillivray a fréquenté l'Université de Guelph où il a obtenu un baccalauréat spécialisé en commerce en 2001. Ce qui a commencé comme un projet scolaire sur les immeubles à revenus s'est transformé en un modèle d'entreprise qu'il allait exécuter lui-même plus tard. À 21 ans, grâce à des prêts étudiants, il a acheté et rénové sa première propriété locative et possédait 5 propriétés locatives à l'âge de 23 ans. Il est devenu entrepreneur agréé en 2004 pour gérer ses propres équipes. Il possède maintenant[évasif] des centaines de propriétés à revenus au Canada et aux États-Unis.
Scott McGillivray est un hôte de HGTV aux États-Unis et au Canada depuis 2008, en vedette dans plus de 400 épisodes de télévision, et est surtout connu pour les séries HGTV Income Property, Moving the McGillivrays et Buyers Bootcamp. Il est actuellement[évasif] en pré-production pour la quatrième saison de sa série Scott's House Call, nommée au Canadian Screen Award[réf. nécessaire].
PDG du Groupe McGillivray et McGillivray Entertainment, cofondateur de Keyspire, qui dispense une formation sur l'investissement immobilier, il est également associé dans District Reit, et investit dans l'immobilier dans toute l'Amérique du Nord.

### Vie privée
Steve McGillivray est né à Richmond Hill et a grandi à Toronto, en Ontario, au Canada. Il est marié à Sabrina McGillivray et a deux filles. La famille partage son temps entre ses résidences à Toronto, en Ontario, et à Fort Myers, en Floride.

## Télévision

### Séries télévisées

#### Income Property(2009-2016)
Income Property est une émission de télévision créée en 2009 où Scott McGillivray aide les propriétaires à transformer une partie de leur maison en une source de revenus, et est diffusée sur HGTV Canada. Dans chaque épisode, Scott présente aux propriétaires des options de rénovation pour transformer leur espace en un logement locatif légal. Le 100e épisode a été diffusé en 2013, année où la durée des épisodes est passée d'une demi-heure à une heure, pour revenir à des épisodes d'une demi-heure l'année suivante.
Dans le format d'une demi-heure, Scott vient aider les propriétaires avec leurs propriétés existantes, la rénovant pour un logement locatif rentable. Dans le format d'une heure, Scott aide les gens à acheter une maison et à la rénover, y compris en créant une unité locative rentable. Il y a eu plusieurs saisons à thème, en plus des saisons régulières sans thème, et le spectacle d'une heure peut être considéré comme une saison à thème, avec d'autres, qui se concentre sur des types particuliers de propriétés locatives.
En 2013, il est diffusé dans 33 pays à travers le monde.

#### Moving the McGillivrays(2016)
Avec Moving the McGillivrays, Scott McGillivray, sa femme et ses deux filles, achètent et rénovent une maison, sur HGTV Canada. Ils finissent par choisir une maison qu'ils démolissent en raison des coûts de rénovation élevés, pour finalement construire la maison de leurs rêves.

#### Buyers Bootcamp avec Scott McGillivray(2018)
Dans Buyers Bootcamp avec Scott McGillivray, au lieu d'aider les acheteurs à acheter de nouvelles propriétés et à les transformer en propriétés à revenus (comme dans la version d'une heure de Income Property), il aide les acheteurs à rénover et à revendre des propriétés.
Dans le cadre du projet pilote, pour HGTV Canada, en 2016, Scott aide les propriétaires à choisir une propriété à acheter et à rénover avec profit.
Dans la série pour HGTV (États-Unis), Scott s'associe en tant que partenaire pour aider à rénover les immeubles de placement et les revendre à des fins lucratives. La saison 1 a été diffusée en 2018.

#### Scott's Vacation House Rules(2020)
L'émission Scott's Vacation House Rules reprend le principe d' Income Property. Dans cette émission, il aide les propriétaires de chalets à rénover leurs propriétés en propriétés locatives attrayantes pour les locations de vacances.

### Émission de télévision
- Chroniqueur : Debbie Travis’ Facelift (2003-2005) et From the Ground Up avec Debbie Travis (2006) : Steve McGillivray a fait ses débuts à la télévision en tant que chroniqueur puis en tant que manager avec Debbie Travis.
- Juge et animateur :
  - Holiday Battle on the Block HGTV, HGTV (2007) : McGillivray et Kim Myles coorganisent un concours de propriétaire pour la meilleure décoration de maison de vacances.
  - Canada’s Handyman Challenge (2012-2014) : McGillivray est juge à l'émission HGTV Canada Canada Handyman Challenge avec Mike Holmes, Bryan Baeumler et Paul LaFrance[2].
  - Flipping the Block (2014) : McGillivray est un juge évaluant les capacités de rénovation de quatre couples en compétition. Le but est de faire un bénéfice maximal lors de vente aux enchères. Les équipes transforment des condominiums délabrés identiques - puis les vendent au plus offrant. Scott McGillivray est aux côtés des juges Nicole Curtis, David Bromstad et de l'animateur Josh Temple.
  - All American Handyman (2010-2012) : McGillivray est coanimateur de l'émission All American Handyman de HGTV avec Mike Holmes.

### Star invitée à la télévision
- Home To Win (2015) : McGillivray rénove une maison pour une famille sélectionnée par les producteurs.

## Livres
En 2014, McGillivray publie son premier livre sur la rénovation de maisons dans lequel il conseille aux propriétaires comment tirer le meilleur parti de leurs investissements en rénovation.
- How to Add Value to your Home (2014), HarperCollins Canada

McGillivray a également coécrit des livres sur l'investissement immobilier avec son partenaire Michael Sarracini :
- Cash Flow for Life (2012)
- Quick Start To Cash Flow (2011)
- The Investors Tool Kit (2011)

## Projets commerciaux
- Keyspire (Lifetime Wealth Academy) : En 2010, Steve McGillivray lance sa propre société d'éducation immobilière appelée The Lifetime Wealth Academy, ensuite renommée Keyspire en 2013. Keyspire organise des sessions de formation et des ateliers d'investissement. Keyspire est également un réseau immobilier de premier plan en Amérique du Nord.
- Événements en direct : McGillivray a lancé ses propres événements en direct intitulés « Creating Wealth through Real Estate » (« Créer de la richesse grâce à l'immobilier ») en 2009 pour sensibiliser les gens à l'investissement immobilier. Cet événement est devenu #TheWealthTour en 2015.